# Свиннертон-Гип, Чарльз
Чарльз Свиннертон-Гип (англ. Charles Swinnerton Heap; 10 апреля 1847, Бирмингем — 11 мая 1900, Бирмингем) — английский музыкант, органист, пианист, композитор, дирижёр, музыкальный педагог.

## Биография
Окончил Школу короля Эдуарда VI в Бирмингеме. Учился игре на органе. В возрасте 11 лет выступал в качестве дисканта-сопрано на Бирмингемском музыкальном фестивале 1858 года. Позже учился пению и музыке при Йоркском соборе.
В 1865 году получил стипендию Мендельсона для молодых талантливых композиторов.
В 1865—1867 годах обучался в Лейпцигской консерватории у Мошелеса и Рейнеке. Затем в Колледже Святого Иоанна в Кембридже.
С 1868 жил в Бирмингеме, где приобрел популярность как дирижёр и пианист. Был дирижёром Филармонического союза Бирмингема (1870—1886), хорового общества в Вольвергемптоне (1881—1886), фестиваля Северного Стаффордшира (1888—1899), Бирмингемского фестивального хорового общества (1895), Бирмингемского музыкального фестиваля (1897) и Филармонического союза Уолсолла.
Преподавал в Королевском колледже музыки.
Написал ряд произведения камерной музыки, увертюры, кантаты, антемы, органные пьесы, романсы и прочее.